# Ludwik (landgraf Hesji-Homburg)
Ludwik (ur. 29 sierpnia 1770 r. w Homburgu, zm. 19 stycznia 1839 r. w Luksemburgu) – landgraf Hesji-Homburg od 1829 r., pruski generał.
Ludwik był drugim synem landgrafa Hesji-Homburg Fryderyka V i Karoliny, córki landgrafa Hesji-Darmstadt Ludwika IX. Był pruskim generałem, gubernatorem twierdzy w Luksemburgu. W 1829 r. po bezpotomnej śmierci starszego brata Fryderyka VI został landgrafem Hesji-Homburg. Jego żoną była Augusta (1778–1846), córka Fryderyka Augusta, księcia Nassau-Usingen. Ponieważ jednak nie miał dzieci, tron w Homburgu przejął po nim kolejny z braci, Filip.